# Hafei Start
Start é um veículo utilitário fabricado pela Hafei. Está disponível nas versões picape e minivan.